# تنظير ذاتي

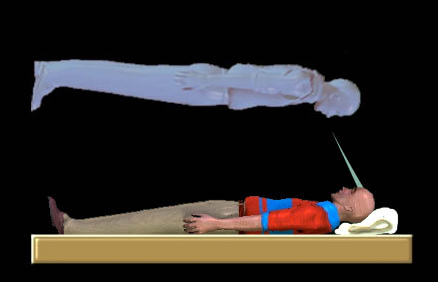

التنظير الذاتي هو التجربة التي يرى فيها الفرد البيئة المحيطة من منظور مختلف، تحديدًا من موقع خارج جسمه.
التنظير الذاتي هو مصطلح من الإغريقية αὐτός («ذات»)، وσκοπός («مُشاهد»).
كان التنقيب عن بعد محل اهتمام للبشرية منذ زمن ومتوافر في الفولكلور والأساطير والروايات الروحية لمعظم المجتمعات القديمة والعصور الحديثة. حالات الاعتراض الذاتي تُصادف عادة في الممارسة النفسية الحديثة.وفقًا للبحث العصبي، فإن التجارب الذاتية هي «الهلوسة».

## العوامل
التجارب - تتميز بوجود العوامل الثلاثة التالية:
- التحرر - مكان ظاهر للذات خارج جسد الفرد.
- الانطباع برؤية العالم من منظور بعيد مكاني، أو مركزية الذات، لكن منظور مكاني - نظري؛
- الانطباع لرؤية جسم المرء من هذا المنظور (autoscopy).

قام مخبر علم الأعصاب الإدراكي، ومدرسة لوزان الاتحادية للفنون التطبيقية، ولوزان، وقسم الأعصاب، ومستشفى الجامعة، وجنيف، وسويسرا بمراجعة بعض العوامل المسببة الكلاسيكية للتنظير الذاتي. تشمل النوم، وتعاطي المخدرات، والتخدير العام وكذلك علم الأعصاب. تم مقارنتها مع النتائج الحديثة حول الآليات العصبية والاعتلال العصبي في التنظير الذاتي. تشير البيانات التي تمت مراجعتها إلى أن التجارب التي تتم عن طريق المنظار الذاتي ترجع إلى التفكك الوظيفي للمعالجة ذات المستوى الأدنى من الحواس المتعددة والمعالجة الذاتية ذات المستوى الأعلى غير الطبيعية عند الوصلة الصغرى.

## الاضطرابات ذات الصلة
Heautoscopy هو مصطلح يستخدم في الطب النفسي وعلم الأعصاب للهلوسات من «رؤية جسم المرء على مسافة».يمكن أن يحدث كأعراض في مرض انفصام الشخصيةوالصرع. يعتبر Heautoscopy تفسيرا محتملا لظواهر «الشبيه».
يشير مصطلح hopyoscopy polyopic إلى الحالات حيث يتم إدراك أكثر من ضعف. في عام 2006، وصف بيتر بروغر وزملاؤه حالة رجل يعاني من خمس زوجات ناجمة عن ورم في المنطقة المنعزلة من الفص الصدغي الأيسر.
هناك اضطراب آخر متعلق بالتنظير الأوتوماتيكي يعرف باسم التنظير الذاتي السلبي (أو تنظير سلوكي) وهو ظاهرة نفسية لا يرى فيها المصاب انعكاسه عندما ينظر في المرآة. على الرغم من أن الصورة التي يعاني منها الآخرون قد يراها الآخرون، إلا أنه يدعي أنه لا يراها.

## قراءات إضافية
- Bhaskaran, R; Kumar, A; Nayar, K. K. (1990). Autoscopy in hemianopic field. Journal of Neurology, Neurosurgery, and Psychiatry: 53 1016-1017.
- Blanke, O; Landis, T; Seeck, M. (2004). Out-of-body experience and autoscopy of neurological origin. Brain 127: 243-258.
- Brugger, P. (2002). Reflective mirrors: Perspective-taking in autoscopic phenomena. Cognitive Neuropsychiatry 7: 179-194.
- Brugger, P; Regard, M; Landis, T. (1996). Unilaterally felt ‘‘presences’’: the neuropsychiatry of one’s invisible doppelgänger. Neuropsychiatry, Neuropsychology, and Behavioral Neurology 9: 114-122.
- Devinsky, O., Feldmann, E., Burrowes, K; Bromfield, E. (1989). Autoscopic phenomena with seizures. Archives of Neurology 46: 1080-1088.
- Lukianowicz, N. (1958). Autoscopic phenomena. Archives of Neurology and Psychiatry 80: 199-220.

## وصلات خارجية
- (بالإنجليزية) -topic and releases - website